# Марокканско-мексиканские отношения
Марокканско-мексиканские отношения — двусторонние дипломатические отношения между Марокко и Мексикой.

## История
31 октября 1962 года Мексика и Марокко установили дипломатические отношения, через шесть лет после получения Марокко независимости от Франции. В 1979 году Мексика признала право на самоопределение Западной Сахары и установила дипломатические отношения с их правительством, что привело к разрыву дипломатических отношений с Марокко. В 1990 году Мексика открыла посольство в Рабате, а в 1991 году Марокко решило открыть посольство в Мехико.
В марте 2002 года премьер-министр Марокко Абдеррахман Юссуфи принял участие в Monterrey Consensus Conference в Монтеррее. В ноябре 2004 года король Марокко Мухаммед VI посетил с официальным визитом Мексику. В феврале 2005 года президент Мексики Висенте Фокс посетил с официальным визитом Марокко.

## Торговля
В 2014 году объём двусторонней торговли между странами составил сумму в 280 млн. долларов США. Экспорт Мексики в Марокко: сахар, табак, алкоголь (пиво), строительные материалы и детали для самолетов. Экспорт Марокко в Мексику: электрические схемы, текстиль и хлопок. Марокко является четвёртым крупнейшим торговым партнёром Мексики в Африке. Мексиканская компания Cemex присутствует в Марокко .